# Aygehovit
Aygehovit ou Aygeovit (en arménien Այգեհովիտ ; auparavant Uzuntala ou Onut) est une communauté rurale du marz de Tavush, en Arménie. Elle compte 3 428 habitants en 2008 et est composée des localités d'Haygehovit et de Kayan.